# Dariusz Majewski
Dariusz Leon Majewski (ur. 3 grudnia 1969 w Kartuzach) – niezależny biskup starokatolicki, Zwierzchnik Kościoła Starokatolickiego w Rzeczypospolitej Polskiej w latach 2017–2019, biskup pomocniczy Rzymsko-Katolickiego Kościoła Anglii i Walii Rytu Łacińskiego w latach 2019–2020.

## Życiorys
Jest absolwentem I Liceum Ogólnokształcącego im. Henryka Derdowskiego w Kartuzach. W 1991 wstąpił do zakonu franciszkanów, gdzie rozpoczął formację w seminarium duchownym ojców Franciszkanów w Łodzi-Łagiewnikach; tamże też złożył egzamin końcowy z dyscyplin teologicznych i pracy magisterskiej pt. Kwalifikacje i wymogi katechetów w świetle prawa kanonicznego i polskiego prawa wyznaniowego: studium teologiczno-kanoniczne napisanej pod kierunkiem o. dr. Józefa Łapińskiego. Stopień magistra teologii ogólnej uzyskał na Wydziale Teologicznym Akademii Teologii Katolickiej w Warszawie (obecnie Uniwersytet Kardynała Stefana Wyszyńskiego w Warszawie).
W 1995 otrzymał święcenia diakonatu w Łodzi-Łagiewnikach, zaś 25 maja 1996 święcenia prezbiteratu z rąk bp. Andrzeja Józefa Śliwińskiego w kościele Świętej Trójcy w Kwidzynie.
W latach 2015–2017 należał do Katolickiego Kościoła Narodowego i był proboszczem parafii Matki Bożej Królowej Polski w Gdańsku. W 2017 przeszedł do Kościoła Starokatolickiego w Rzeczypospolitej Polskiej. Był dyrektorem Biura Karier Wyższej Szkoły Bankowej w Gdańsku.

## Kościół Starokatolicki w Rzeczypospolitej Polskiej
Po rozłamie administracyjnym we wrześniu 2017 w Kościele Starokatolickim w Rzeczypospolitej Polskiej pozostał w grupie kierowanej przez bp. Wojciecha Zdzisława Kolma, który zgodnie ze stanowiskiem Departamentu Wyznań MSWiA z dnia 29 grudnia 2017, poprzez podjęcie 14 stycznia 2017 przez Synod Nadzwyczajny uchwały o unieważnieniu wyroku Sądu Kościelnego (wyrok ten usuwał go z urzędu Zwierzchnika Kościoła i nakładał na niego karę ekskomuniki) był prawowitym Zwierzchnikiem Kościoła. Wspólnota ta, nie posiadając jeszcze zaktualizowanego wpisu w rejestrze, obradowała w Pruszkowie 19 listopada 2017. W związku ze złożeniem urzędu Zwierzchnika Kościoła Starokatolickiego w Rzeczypospolitej Polskiej podjęto decyzję o wyborze nowego kierującego wspólnotą. Na tenże urząd w tajnym głosowaniu został wybrany ks. Dariusz Majewski.
2 grudnia 2017 przyjął sakrę biskupią w kaplicy parafii ewangelicko-metodystycznej w Łodzi z rąk bp. Wojciecha Kolma.
29 grudnia 2017 bp Dariusz Majewski został uznany przez Ministerstwo Spraw Wewnętrznych i Administracji jako Zwierzchnik Kościoła Starokatolickiego w RP.
W czerwcu 2019 r. złożył rezygnację z urzędu Biskupa Zwierzchnika Kościoła na ręce Ojców Synodalnych, podczas obrad Nadzwyczajnego Synodu Kościoła Starokatolickiego w Rzeczypospolitej Polskiej. W sierpniu 2019 r. odszedł z Kościoła Starokatolickiego w RP i dołączył do Rzymsko-Katolickiego Kościoła Anglii i Walii Rytu Łacińskiego otrzymując tam tytuł biskupa pomocniczego. W 2020 roku konsekrował na biskupa Janusza Jana Bukowskiego, Zwierzchnika Powszechnego Kościoła Ludu Bożego.